# Kougpaka
Kougpaka est une commune rurale située dans le département de Saponé de la province du Bazèga dans la région du Centre-Sud au Burkina Faso.

## Géographie
Le village, situé à 10 km au Sud-Ouest de Saponé, est traversé par la route départementale 39.

## Santé et éducation
Kougpaka accueille un centre de santé et de promotion sociale (CSPS).